# Barron (cheval)
Pour les articles homonymes, voir Barron.
Barron est un cheval de saut d'obstacles du stud-book sBs. Monté par Lucy Davis, il a fait partie de l'équipe des États-Unis médaillée de bronze aux Jeux équestres mondiaux de 2014, et de l'équipe médaillée d'argent aux Jeux olympiques d'été de 2016.

## Histoire
Barron est un hongre sBs né en 2004, du croisement de l'étalon For Pleasure et de la jument Vita van het Riethof. Il est acquis par la cavalière américaine de saut d'obstacles Lucy Davis en 2013.
Barron s'appelle à l'origine Underground des Hauts Droits mais il est rebaptisé du nom du grand-père de Davis, Robert Barron Freize, un jockey. Lors d'une interview, Davis décrit Barron comme un bon cheval, mais ajoute qu'il peut être peureux, et note qu'il porte souvent des bouchons d'oreille en compétition car il n'aime pas le bruit des applaudissements. Il concourt en mors Kimberwick et en doubles rênes, et est soigné par Tasha Houghton. Les premières compétitions du couple Davis et Barron sont à l'occasion de la finale de la coupe du monde de saut d'obstacles de 2013. Barron et Davis participent aux Jeux équestres mondiaux de 2014 parmi l'équipe américaine de saut d'obstacles, qui décroche la médaille de bronze. La même année, ils remportent 5 Grands Prix 5*, et Barron est nommé cheval de l'année. En 2016 à l'occasion des Jeux olympiques de Rio, ils font tomber un obstacle mais terminent avant la limite de temps. L'équipe décroche la médaille d'argent. En individuel, Barron et Davis font tomber deux obstacles et fautent au passage de la rivière, pour un total de 12 points de pénalité. Ils ne participent pas à la finale individuelle.

## Palmarès
Il est 75e du classement mondial des chevaux d'obstacle établi par la WBFSH en octobre 2013, puis 46e en octobre 2014, et 26e en octobre 2015.